# اومری
اومری (به فرانسوی: Ommeray) یک کمون در فرانسه است که در Canton of Vic-sur-Seille واقع شده‌است.

## خصوصیات
اومری ۱۰٫۱۲ کیلومترمربع مساحت و ۱۱۰ نفر جمعیت دارد و ۲۲۵ متر بالاتر از سطح دریا واقع شده‌است.